# 你也一樣謬誤
訴諸偽善（英語：Appeal to hypocrisy）或你也一樣（拉丁語：Tu quoque）是一種訴諸人身的非形式謬誤，是主張某人的行為和他的主張有不一致的地方，但卻指不出該主張哪裡有錯。「你也一樣」謬誤是一種冤冤相报谬误，也是訴諸人身謬誤。指責別人五十步笑百步以及「那又怎麼說」主義都是訴諸偽善的一種表現。
戈培尔曾说过“战争期间，反德宣传中最巧妙的伎俩就是指责德国做了我们敌人自己正在做的事情”。

## 示例
書寫得爛

甲：這本書寫得真爛，我看了三頁就看不下去。
乙：你有本事就自己寫一本啊！

乙這樣的回應的言下之意，常常是「我看你自己也沒有能力寫書，所以不該批評」，但一個人是否有能力出書，不影響他是否有資格批評別人的作品。

## 訴諸偽善的合理性
訴諸偽善並非訴諸論述中的邏輯不一致，而是訴諸論述者的行為不一致，言行不一致，在實務上會減少一個人的論點的說服力，但即使如此，「訴諸偽善」本身仍然具備邏輯上的謬誤。
當指責某個反對一件事的人自己也做了此事時，多半是在暗示：「你也在做这件事，可見你心裡是不反對的，因此你說反對是虛假的。」這樣的說法有時能說服一些人放棄原先的論點，但也可能使論者選擇改變自己的行為，即不再做此事。
「訴諸偽善」使論者選擇改變自己的行為的例子如下：

- 甲：把動物做成衣服穿是不對的。
- 乙：但是，你穿了件皮夾克。
- 甲：你說的對，我不應該穿皮夾克的，我以後絕對不會再買。

然而，「某人也做某事」有很多種不同情形：如果此人目前仍然持續做此事，且沒有改變的意思，甚至變本加厲，「你也一樣」仅能攻擊此人言行不一，僅此而已，「你也一樣」本身仍然具備邏輯上的謬誤。

## 歷史上應用訴諸偽善的例子

### 臭蟲論
臭蟲論源於20世紀中國著名作家魯迅寫於1933年的文章《外國也有》。文中魯迅諷刺當時的中國人，被批評時會聲稱其他國家也有同樣的錯誤，來掩飾自己的錯誤；其名句：「凡中國所有的，外國也都有。外國人說中國多臭蟲，但西洋也有臭蟲。」現今社會，臭蟲論是用來批評不擇手段，企圖掩飾自己錯誤的人。

### 對克劳斯·巴比的審判
在對納粹戰犯克劳斯·巴比的審判中，他的律師雅克·韦尔热斯（Jacques Vergès）就曾使用訴諸偽善的作法進行辯護，像例如說他聲稱在阿爾及利亞戰爭期間，法國將軍雅克·马絮就曾犯下和巴比被指控的罪名相似的犯罪，因此法國在道德上沒有立場審判巴比的罪行，而對巴比提出告訴的法院拒絕這樣的辯護。

## 外部連結
- Logical Fallacy: Tu Quoque （页面存档备份，存于）（英文）